# Peredělkino
Peredělkino (rusky Переделкино) je chatová oblast na jihozápadním předměstí Moskvy, která patří k Novomoskevskému administrativnímu okruhu. 
V roce 1646 je zde poprvé připomínána vesnice Peredělki, pojmenovaná podle přístavu na řece Setuň s dílnou, kde se předělávaly lodě. Osada patřila knížatům Dolgorukovým. Díky hustým  borovým lesům zde bylo zdravé klima a od 19. století vznikaly rekreační chaty a sanatoria, dostupnost oblasti zvýšilo v roce 1899 zřízení zastávky na železniční trati z Moskvy do Brjansku. V roce 1934 byl v Peredělkinu na návrh Maxima Gorkého postaven Dům spisovatelské tvorby a v jeho okolí vznikaly dřevěné domky, které využívali sovětští literáti, aby měli klid na psaní. V období stalinských represí byla řada místních usedlíků zatčena, např. Isaak Babel. V roce 1956 se na své chatě zastřelil Alexandr Fadějev, zdrcený výsledky XX. sjezdu KSSS. 
V roce 1988 byla lokalita vyhlášena kulturní památkou. Na peredělkinském hřbitově jsou pohřbení četní významní umělci, např. Arsenij Tarkovskij, Olga Perovská, Robert Rožděstvenskij, Jevgenij Jevtušenko nebo Vadim Sidur. Domy Borise Pasternaka, Korněje Čukovského a Bulata Okudžavy slouží jako muzea. Nachází se zde také letní rezidence moskevského patriarchy s chrámem Kristova vzkříšení. Od devadesátých let se sousední Novo-Peredělkino stalo rezidenční oblastí pro ruské milionáře.  
V Peredělkinu se odehrává část románu Johna le Carrého Ruská sekce.